# Luštěnice
Luštěnice é uma comuna checa localizada na região da Boêmia Central, distrito de Mladá Boleslav.